# Лансини, Мануэль
Мануэль Лансини (исп. Manuel Lanzini; род. 15 февраля 1993 года, Итусайнго, Аргентина) — аргентинский футболист, атакующий полузащитник клуба «Ривер Плейт» и сборной Аргентины.

## Карьера
Воспитанник школы «Ривер Плейта». В 2008 году он подписал профессиональный контракт с клубом. Правда, в 2011 отдавался в годичную аренду в бразильский клуб «Флуминенсе».
10 августа 2014 года перешёл в «Аль-Джазиру».
23 июля 2015 года «Вест Хэм Юнайтед» взял в аренду Лансини сроком на один год с опцией последующего выкупа. 22 марта 2016 года «Вест Хэм Юнайтед» выкупил права на футболиста за 12 миллионов евро.

### Карьера в сборной
В 2016 году был включён в состав сборной Аргентины для участия в Олимпиаде в Рио-де-Жанейро, но за несколько дней до старта получил травму и был заменён на Кристиана Павона.
Первый гол за сборную забил в марте 2018 года в товарищеском матче против Италии.
Лансини был вызван в сборную на чемпионат мира 2018 года, но за неделю до старта турнира получил разрыв крестообразных связок и не поехал на турнир в России.

## Достижения
«Ривер Плейт»
- Чемпион Аргентины: 2014 (Финал)

«Флуминенсе»
- Чемпион Бразилии: 2012
- Чемпион Лиги Кариоки: 2012

«Вест Хэм Юнайтед»
- Победитель Лиги конференций УЕФА: 2022/23